# Gościno
Gościno, tyska: Groß Jestin, kasjubiska: Gòscëno, är en småstad i nordvästra Polen, belägen i distriktet Powiat kołobrzeski i Västpommerns vojvodskap. Tätorten hade 2 473 invånare år 2014 och är centralort i en stads- och landskommun som hade totalt 5 229 invånare samma år. Orten fick stadsstatus 2011.

## Geografi
Staden ligger i det historiska landskapet Hinterpommern, den region som idag huvudsakligen motsvarar Västpommerns vojvodskap, 14 kilometer sydost om distriktets huvudort Kołobrzeg. Närmaste storstad är Szczecin, omkring 100 kilometer åt sydväst.

## Näringsliv
Stadens viktigaste näringar är skogsbruk och livsmedelsproduktion. Arla Foods har ett mejeri i staden.